# Zieluń-Osada (gromada)
Zieluń-Osada (na samym początku Zieluń osada alt. Zieluń Osada lub Zieluń) – dawna gromada, czyli najmniejsza jednostka podziału terytorialnego Polskiej Rzeczypospolitej Ludowej w latach 1954–1972.
Gromady, z gromadzkimi radami narodowymi (GRN) jako organami władzy najniższego stopnia na wsi, funkcjonowały od reformy reorganizującej administrację wiejską przeprowadzonej jesienią 1954 do momentu ich zniesienia z dniem 1 stycznia 1973, tym samym wypierając organizację gminną w latach 1954–1972.
Gromadę Zieluń osada (pisownia bez łącznika, wyraz "osada" od małej litery) z siedzibą GRN w Zieluniu osadzie utworzono – jako jedną z 8759 gromad na obszarze Polski – w powiecie mławskim w woj. warszawskim, na mocy uchwały nr VI/10/8/54 WRN w Warszawie z dnia 5 października 1954. W skład jednostki weszły obszary dotychczasowych gromad Kozilas, Przerodki, Ruda, Toruniak, Wronka, Wylazłowo, Zieluń i Zieluń osada ze zniesionej gminy Zieluń w tymże powiecie. Dla gromady ustalono 26 członków gromadzkiej rady narodowej.
1 stycznia 1956 gromada weszła w skład nowo utworzonego powiatu żuromińskiego w tymże województwie.
31 grudnia 1959 do gromady Zieluń Osada przyłączono wieś Konopaty ze znoszonej gromady Sinogóra w tymże powiecie.
Począwszy od wykazu gromad z 1956 roku, jednostka występuje jako gromada Zieluń-Osada, tzn. z użyciem łącznika i kapitalizacji wyrazu "Osada", alt. gromada Zieluń.
1 stycznia 1958 do gromady Zieluń przyłączono wieś Straszewy z gromady Dłutowo w tymże powiecie.
31 grudnia 1961 z gromady Zieluń-Osada wyłączono wsie Nowe Konopaty, Stare Konopaty i Majdany, włączając je do gromady Lubowidz w tymże powiecie.
Gromada przetrwała do końca 1972 roku, czyli do kolejnej reformy gminnej.